# Romanogobio elimeius
Romanogobio elimeius là một loài cá vây tia thuộc họ Cyprinidae. Loài này có ở Hy Lạp và Cộng hòa Macedonia. Môi trường sống tự nhiên của chúng là sông ngòi. Chúng hiện đang bị đe dọa vì mất môi trường sống.